# Villa Destin
Pour plus de détails, voir Fiche technique et Distribution.
Villa Destin est un film français réalisé par Marcel L'Herbier, sorti en 1921.

## Synopsis
Jeune et riche savant, spécialisé dans l'étude de la TSF, Alain Morey a la bonne fortune d'être aimé par Rosy Vane, une charmante Américaine. Malheureusement pour lui, il a un rival amoureux redoutable en la personne de Thyla-Gao, une sorte de fakir maléfique. Il suggestionne Alain et use de ses pouvoirs pour prendre Miss Vane dans ses filets. Alain réussit pourtant à retrouver Rosy, prisonnière dans la Villa Destin. Il parviendra à la sauver.

## Fiche technique
- Titre : Villa Destin
- Réalisation : Marcel L'Herbier
- Scénario : Marcel L'Herbier, Oscar Wilde
- Photographie : Georges Lucas
- Décors : Robert-Jules Garnier, Georges Lepape et Claude Autant-Lara
- Pays de production :  France
- Société de production : Gaumont-Série Pax
- Société de distribution : Gaumont
- Format : Noir et blanc - Muet - 1,33:1 - 35 mm
- Genre :
- Date de sortie : 
  - France : 18 février 1921

## Distribution
- Saint-Granier : Alain Morey
- Alice Field : Rosy Vane
- Georges Paulais : Thyla-Gao
- Lili Samuel : Sarah Pompon
- Bob Scanlon : le boxeur
- Fernand Ledoux : le domestique

## Procès pour plagiat
Lors de la sortie du film, Marcel L'Herbier fut attaqué en justice pour plagiat. En effet, le détenteur, pour la France, des droits de l'œuvre de Oscar Wilde, estimé que le réalisateur de Villa Destin avait puisé son inspiration dans Le Crime de Lord Arthur Savile.